# Lakeside (Montana)
Lakeside is een plaats (census-designated place) in de Amerikaanse staat Montana, en valt bestuurlijk gezien onder Flathead County.

## Demografie
Bij de volkstelling in 2000 werd het aantal inwoners vastgesteld op 1679.

## Geografie
Volgens het United States Census Bureau beslaat de plaats een oppervlakte van
19,0 km², geheel bestaande uit land.

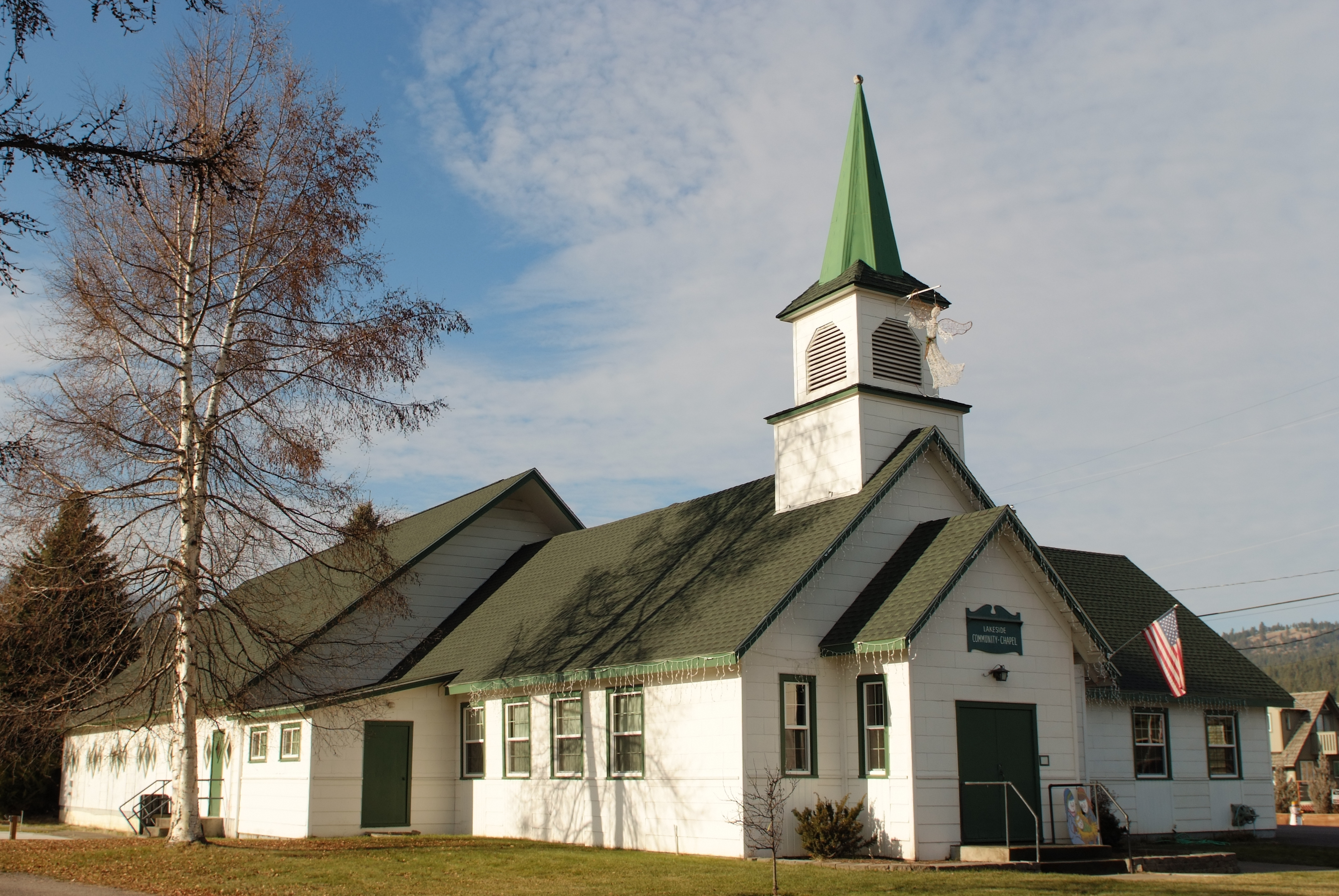
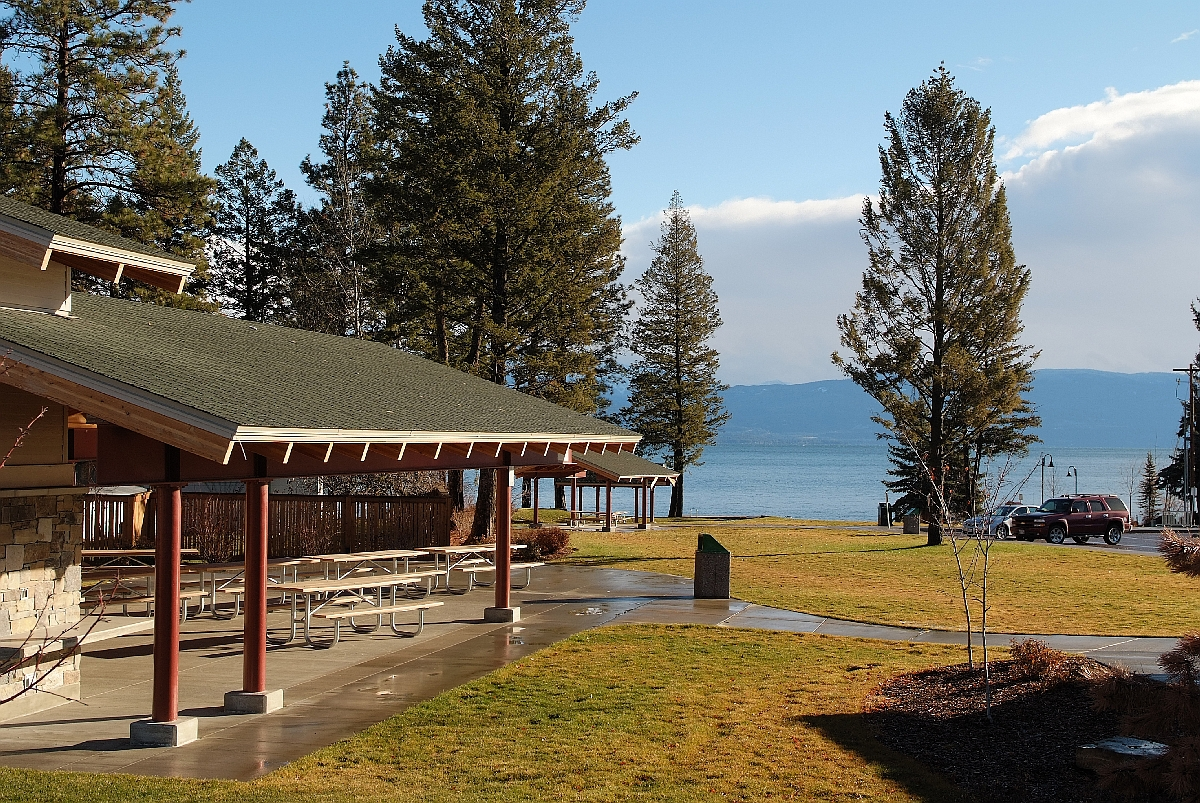
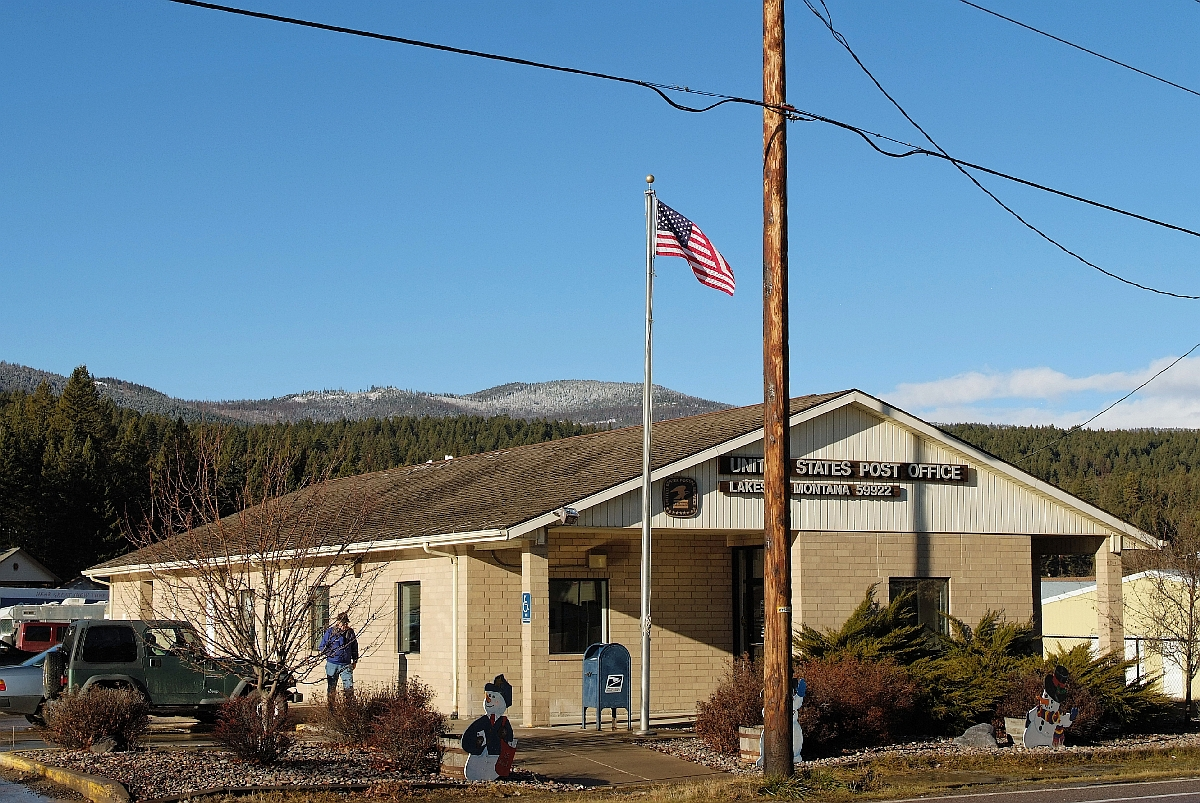
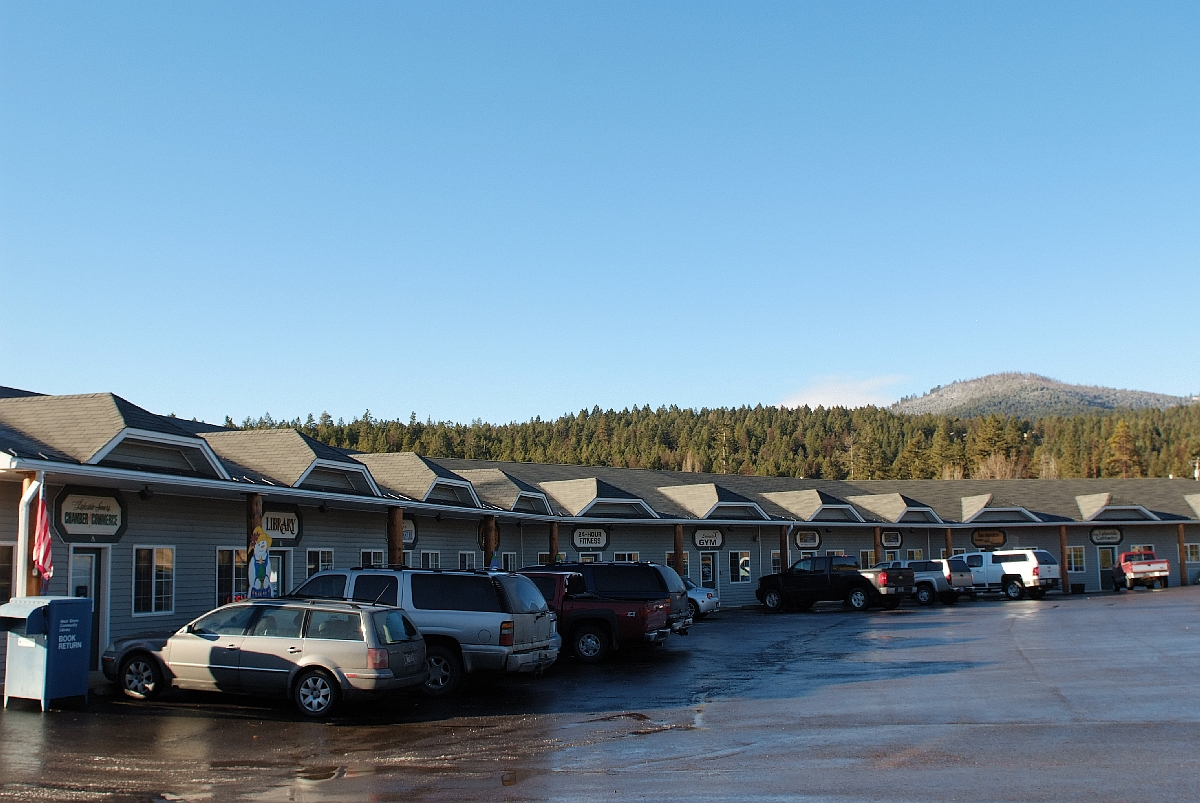
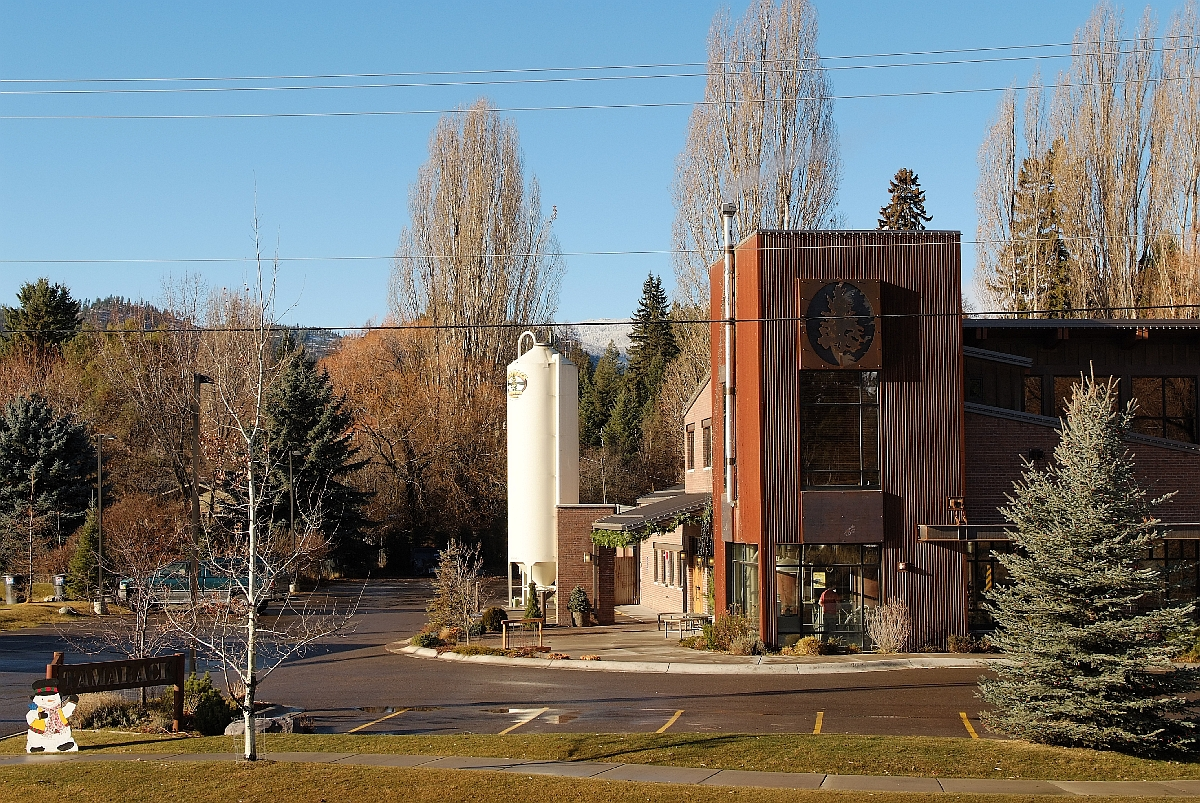

## Plaatsen in de nabije omgeving
De onderstaande figuur toont nabijgelegen plaatsen in een straal van 20 km rond Lakeside.